# Christoph Wilhelm Gatterer

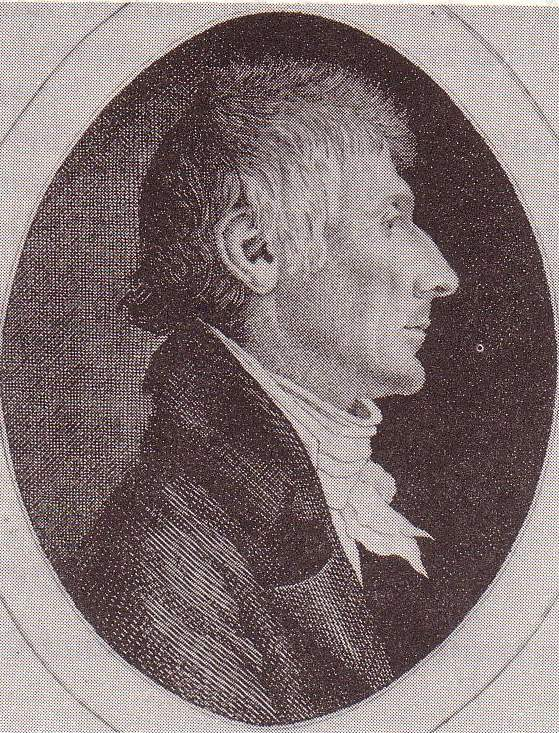
Christoph Wilhelm Jacob Gatterer, ca. 1815

Christoph Wilhelm Jacob Gatterer (* 29. November 1759 in Göttingen; † 11. September 1838 in Heidelberg) war ein deutscher Hochschullehrer und Forstwissenschaftler.

## Familie
Gatterer war der zweitälteste Sohn des Göttinger Gelehrten Johann Christoph Gatterer. Seine Mutter war Helena Barbara Schubart (auch: Schubert, 1728–1806), die Tochter eines Nürnberger Büttners, Eichmeisters und Konstabels der Artillerie. Gatterer hatte zehn Geschwister, die teilweise jung starben. Eine Schwester war Magdalene Philippine, die spätere Dichterin Philippine Engelhard. Eine weitere Schwester, Johanna Magdalena (1762–1850), heiratete Georg Wolfgang Eichhorn (1760–1830), einen Hochgräflich-Pücklerschen Leibarzt zu Lauffen (auch: Laufen), Stadtphysikus zu Hersbruck und Leibarzt zu Nürnberg.
Gatterer heiratete am 9. April 1787 in Hohnstedt bei Northeim Justina Amalia, geb. Klingsöhr (1767–1863), eine Tochter des August Conrad Klingsöhr (1737–1818), des Superintendenten von Hohnstedt. Das Paar hatte zwei Töchter: Helena Christina (1796–1808) und Clementine Helene (1800–1878). Beide blieben unverheiratet, die jüngere war viele Jahre als Sekretärin ihres Vaters tätig. Der spätere Verkauf des „Gatterer-Apparates“ sowie weiterer Urkundensammlungen ihres Vaters in die Schweiz gingen vor allem von ihr aus.

## Hochschullehrer
Nach Besuch eines Göttinger Gymnasiums wurde Gatterer am 3. Januar 1778 als Professorensohn „honoris causa“ an der philosophischen Fakultät der Göttinger Universität immatrikuliert. Er studierte ökonomische Wissenschaften (damals: Cameralia) und wurde 1787 promoviert.
Bis 1787 war er in Göttingen als Privatdozent für Mineralogie und Naturkunde tätig. In dieser Funktion leitete er technologische Exkursionen zu verschiedenen Bergwerken im Harz, so der Grube Dorothea bei Clausthal in den Jahren 1783, 1785 und 1786, sowie zu weiteren in Allmerode und Allendorf. Die hierbei gewonnenen Erkenntnisse flossen später in das Werk Anleitung, den Harz und andere Bergwerke mit Nutzen zu bereisen ein, das zu den bedeutendsten zeitgeschichtlichen, fachwissenschaftlichen Arbeiten über den Harz gezählt wird.
Mit 28 Jahren wurde Gatterer 1787 als ordentlicher Professor der Kameralwissenschaft und Technologie an die Universität nach Heidelberg berufen. Er wurde Nachfolger von Johann Heinrich Jung-Stilling, der nach Marburg gewechselt war. 1797 erhielt er dort auch die Ernennung zum Professor der Diplomatik. Bis zum Jahr 1838 entfaltete Gatterer an der „Ruperto Carola“ in den von ihm vertretenen Disziplinen eine breite Lehrtätigkeit. In dieser Zeit entwickelte er sich auch zu einem weithin anerkannten Forstfachmann. So gab er von 1796 bis 1807 das Neue Forst-Archiv zur Erweiterung der Forst- und Jagd-Wissenschaft und der Forst- und Jagd-Literatur heraus.
1790 wurde Gatterer „Kurpfälzischer Wirklicher Bergrat“ und ab 1805 „Großherzoglicher Badischer Oberforstrat“.

## Sonstige Tätigkeiten
Auch praktisch engagierte sich Gatterer als Forstbotaniker und Gartenarchitekt. So war er maßgeblich an der Ausgestaltung und Bepflanzung des Schwetzinger Parks und 1804 an der Errichtung einer Baumanlage auf der Heidelberger Schlossterrasse beteiligt.

### Direktor des Heidelberger Schlossgartens
Etwa ab 1803 war Gatterer Direktor des Heidelberger Schlossgartens. Am 12. Juni 1804 ließ sich der Großherzog Karl Friedrich in Heidelberg von ihm den Plan eines ökonomisch-forstbotanischen Gartens im Schlossgarten für die Universität erläutern. Der unterbreitete Vorschlag wurde vom Großherzog angenommen.
Ursprünglich hatte Gatterer für die Planung den Schwetzinger Gartenbaudirektor Friedrich Ludwig von Sckell herangezogen, der allerdings bereits im März 1804 einen Ruf nach München erhielt. So war sein Nachfolger, Garteninspektor Johann Michael Zeyher, wesentlicher Partner Gatterers bei Entwurf und Umsetzung der Pläne. Auf aufgeschütteten Terrassen wurden Saat- und Baumschulen, Obstplantagen und Musterfelder für Getreidesorten angelegt. 1808 war der Bau der Anlage beendet. Der Garten unterstand dann der Staatswirtschaftlichen Sektion der Philosophischen Fakultät und entwickelte sich zu einem beliebten Ausflugsziel der Heidelberger.

### Der Gatterer-Apparat
Nach dem Tode seines Vaters 1799 fiel dessen universitäre Lehrsammlung, der sogenannte „Gatterer-Apparat“, an seinen Sohn. Dieser baute die Sammlung in den folgenden Jahrzehnten erheblich und systematisch aus, wobei er besonders von der im Reichsdeputationshauptschluss erfolgten Säkularisation der rheinischen Klöster profitierte. Gatterer erwarb umfangreiche Sammlungen alter Pfälzer und Wormser Klosterurkunden und gliederte sie in den Apparat ein. So konnte wichtiges Archivgut während der Wirren der französischen Revolution vor der Vernichtung bewahrt werden.
Gatterer baute die Sammlung aber nicht nur aus, er verkaufte auch Teile des Apparates. So veräußerte er vermutlich Bestände an den französischen Grafen Charles de Graimberg, der damals in Heidelberg lebte.
Neben der Fortführung der väterlichen Sammlung hatte Gatterer eine eigene, vorwiegend forstwissenschaftlich ausgerichtete Büchersammlung angelegt. 1818 kaufte der König von Württemberg diese Sammlung für die Universitätsbibliothek Tübingen. Die Sammlung umfasste eine große Zahl an Drucken über Land-, Forst- und Jagdwirtschaft, Technik, Naturkunde und Bergbau sowie eine umfangreiche Sammlung von Literatur über den Harz.

### Mitgliedschaften
- Societas Regia Scientiarium Gottingensis (1787)[9]
- Königlich-Historisches Institut Göttingen (1787)
- Physikalisch-Oekonomische Gesellschaft Heidelberg (1790)
- Leipziger Oekonomische Gesellschaft (1798)
- Braunschweigisch-Lüneburgische landwirtschaftliche Gesellschaft (1799, auswärtiges Mitglied)
- Mathematisch-Physikalische Gesellschaft Erfurt (1799)
- Hallische Naturforschende Gesellschaft (1799)
- Kameralistisch-Oekonomische Societät zu Erlangen (1811)
- Gesellschaft zur Beförderung der Naturwissenschaften zu Marburg (1817)
- Frankfurter Gesellschaft zur Beförderung nützlicher Künste (1817, korrespondierendes Mitglied)
- Gesellschaft für Beförderung der Naturwissenschaften zu Freiburg (1833)
- Kunstverein Mannheim (1836)
- Mannheimer Verein für Naturkunde (1836)
- Landwirtschaftliche Vereinigung Ettlingen (unbekannt)

### Ehrenmitgliedschaften
- Pegnesischer Blumenorden (Ordensname: Myrtillus IV. Christblume, 1794)[4]
- Physikalisch-Oekonomische Gesellschaft Heidelberg (1807)
- Societät der Forst- und Jagdkunde (1797)
- Jenaische Mineralogische Societät (1798)
- Hessen-Casselsche Gesellschaft des Ackerbaues und der Künste (1799)
- Wetterauische Gesellschaft für gesunde Naturkunde (1808)

## Schriften
Neben seiner Lehrtätigkeit war Gatterer ein sehr produktiver Schriftsteller zu den verschiedensten Fachthemen: Zoologie, Berg- und Forstwesen, Handelswissenschaft und Landwirtschaft, Handel und Technologie.
Herausragend unter seinem publizistischen Werk sind die forstwissenschaftlichen Abhandlungen. Er stellte in dem Allgemeinen Repertorium der forst- und jagdwissenschaftlichen Litteratur nebst kritischen Bemerkungen über den Werth der einzelnen Schriften die vorhandene forstwirtschaftliche Literatur zusammen und würdigte sie kritisch. Wilhelm Gottfried Moser von Filsecks (1729–1793) 1788 begonnenes Forstarchiv zur Erweiterung der Forst- und Jagdwissenschaft und der forst- und jagdwissenschaftlichen Litteratur, setzte er 1796 in Zusammenarbeit mit anderen Fachautoren unter dem Titel Neues Forstarchiv fort.
- Christoph Wilhelm Jacob Gatterers Abhandlung vom Nutzen und Schaden der Thiere. 2 Bände. Weygand, Leipzig 1781–1783. (Digitalisat Band 1), (Band 2)
- Verzeichnis der vornehmsten Schriftsteller über die Teile des Bergwesens, 2 Stücke, 1786–1787
- Naturhistorisches ABC-Buch, 2 Teile, 1789 (weitere Auflagen 1792 und 1808)
- Abhandlung von dem Handelsrange der Russen, 1789
- Abhandlung von dem Handelsrange der osmanischen Türken, 3 Abteilungen, 1790–1792
- Abhandlung vom Pelzhandel, insonderheit der Britten, 1794
- Allgemeines Repertorium der forstwissenschaftlichen Literatur. Stettin, Ulm 1796. (Digitalisat Band 1), (Band 2)
- Forst-Kalender oder Verzeichniß der Verrichtungen, welche einem Förster in der Churpfalz in jedem Monate des Jahrs besonders obliegen. Stettin, Ulm 1798. (Digitalisat)
- Allgemeines Repertorium der gesamten Bergwerks-, mineralogischen und salzwerkwissenschaftlichen Literatur. 2 Bände. Heyer, Giessen 1798–1799. (Digitalisat Band 1), (Band 2)
- Zusätze zu von Drais' Abhandlung vom Lerchenbaum, 1801
- Abhandlung über die Verminderung der Feldmäuse. Stettin, Ulm 1803. (Digitalisat)
- Verzeichnis derjenigen ausgestopften Tiere, welche in der Sammlung auf dem Heidelberger Schlosse sich befinden. Mit Nachtrag von 1810, 1808
- Literatur des Weinbaues aller Nationen, von den ältesten bis auf die neuesten Zeiten, nebst Kritiken und den wichtigsten literarischen Nachweisungen, 1832[10]

Gatterer war Herausgeber von:
- Technologisches Magazin, 1790–1794
- Neues Forstarchiv, 1796–1807
- Annalen der Forst- und Jagdwissenschaft, 1. Band (gemeinsam mit Christian Peter Laurop), 1811